# Betoncourt-lès-Brotte
Betoncourt-lès-Brotte là một xã thuộc tỉnh Haute-Saône trong vùng Bourgogne-Franche-Comté phía đông nước Pháp.